# جحزان (النادرة)

تعديل مصدري - تعديل

جحزان هي إحدى قرى عزلة حزيب بمديرية النادرة التابعة لمحافظة إب، بلغ تعداد سكانها 729 نسمة حسب تعداد اليمن لعام 2004.